# Ladan a Laleh Bijaniovy
Ladan Bijaniová a Laleh Bijaniová (persky: لادن و لاله بیژنی‎) (17. ledna 1974 – 8. července 2003) byly íránské právničky a siamská dvojčata, která byla k sobě spojena hlavami. Zemřely v Singapuru po nepovedené riskantní operaci, jež je měla od sebe oddělit. Byla to také první operace dospělých siamských dvojčat srostlých hlavami.

## Biografie
Sestry se narodily ve Firuzabádu na jihozápadě Íránu dvěma rolníkům Dadollahovi a Maryam Bijaniovým (Maryam roz. Safariová), pocházejících z vesnice Lohrasb. Když bylo dvojčatům pět let, ztratily se rodičům, kteří je mohli navštěvovat jen několikrát do roka, v nemocnici financované Američany, kde se o ně měli starat íránští doktoři, kteří při událostech během íránské revoluce 1979 náhle emigrovali ze země do USA. Bijaniovi svá siamská dvojčata našla až po několika letech ve městě Karadž na severu země a zjistili, že je mezitím adoptoval Dr. Alireza Safaian. Mezi Bijaniovými a dr. Safaianem vypukl spor o opatrovnictví a ačkoliv soud svěřil dvojčata zpět rodičům, zůstaly na přání obou sester nakonec v péči pana Safaiana.
Po celé dětství a hlavně pak v dospělosti trpěly kvůli faktu, že byly siamskými dvojčaty. Dle islámského práva se nesměly vdát, tak se soustředily na kariéru, k čemuž měly obě výborné vlohy díky vysoké inteligenci, ale složitě hledaly shodu nejen v této záležitosti, ale i v osobních věcech nebo v koníčcích. Laleh se chtěla stát žurnalistkou, zatímco Ladan právničkou. Nakonec si Ladan prosadila svou a obě sestry nastoupily na Teheránskou univerzitu, kde po čtyřech letech studií získaly diplom a staly se právničkami. Osobní preference každé z nich však byly vážnou překážkou, kvůli níž byly obě sestry už od dětství přesvědčeny, že musejí být rozdělené. Laleh doufala, že se poté bude moci přestěhovat do Teheránu a nastoupit na svou vysněnou cestu novinářky, zatímco Ladan se chtěla věnovat postgraduálním studiím práv a pak se odstěhovat do Šírázu.

## Rozdělení dvojčat a úmrtí
Svůj první pokus o oddělení realizovaly už v roce 1996, když se vydaly do Heidelbergu v Německu, aby se pokusily přesvědčit tamní doktory k operativnímu zákroku, jenž by je oddělil. Poté, co je doktoři vyšetřili, je poslali zpátky do Íránu s tím, že by byla operace v jejich případě příliš riskantní kvůli částečnému srůstu jejich mozků a kvůli společné cévě, odvádějící krev z mozků. V Německu byly před tím už jednou jako dvouleté v roce 1976, když je tam vzal jejich pozdější adoptivní otec na prvotní vyšetření, i tehdy byla operace odmítnuta s odůvodněním, že by jedna z dívek zemřela. Pan Safaian tehdy požádal o radu dokonce i Ajatolláha Chomejního, jenž odpověděl, že pokud by dle doktorů jedna z dívek při operaci zemřela, byl by jakýkoliv pokus o jejich oddělení pokládán dle islámu za vraždu.
Poté, co se v roce 2001 povedlo týmu singapurských neurochirurgů Dr. Keitha Goha oddělit podobně srostlá siamská dvojčata z Nepálu (Ganga a Jamuna Šrešthovy), usilovaly obě sestry o schůzku s ním. Ta se uskutečnila v listopadu 2002 a rozhodly se, že operaci podstoupí, navzdory tomu, že jim ji rozmlouval jak jejich biologický otec Dadollah Bijani, tak jejich adoptivní otec dr. Safaian a mnoho jejich přátel, navíc i nadále platilo varování doktorů, že je jejich případ příliš komplikovaný. Sestry však byly neoblomné a jejich rozhodnutí způsobilo rozsáhlý zájem médií nejen v Íránu, ale doslova na celém světě.
Následujících sedm měsíců strávily sestry v Singapuru, kde podstoupily mnohá předoperační vyšetření, včetně psychologických, a také učinily nezbytné právní kroky legalizující jejich rozhodnutí. Kvůli nim se sešla dokonce i etická komise nemocnice Raffles, kde se měla operace uskutečnit. Operace samotná proběhla dne 6. července 2003 poté, co sestry definitivně daly svolení k jejímu provedení. K ní se dostavil až stočlenný tým, který vedlo v čele s Dr. Keithem 28 renomovaných neurochirurgů z celého světa, včetně věhlasného Benjamina Carsona.
Ke zdárné operaci děvčatům přál celý Írán, včetně prezidenta Muhammada Chátamího, ale věci se dle očekávání rychle zkomplikovaly. Doktorům se sice povedlo vyoperováním jedné žíly ze stehna, jež vypadala skoro identicky s hlavní žilou odvádějící z obou jejich mozků krev, najít pro druhou ze sester řešení, ale rozpletení části jejich srostlých mozků bylo nesmírně komplikované. Operace trvala dva dny a jednotlivé týmy se střídaly na směny. Jakmile ale došlo na rozdělování malých tepen v mozku, začaly sestry silně krvácet.
Separace sester byla dokončena 8. července 2003 ve 13:30 singapurského času po 50 hodinách práce s tím, že obě sestry ztratily příliš mnoho krve během finální fáze operace a jsou v kritickém stavu. Ladan zemřela téhož dne ve 14:30 místního času ještě na operačním sále. Její sestra Laleh ji následovala o hodinu a půl později. Jejich smrt oznámil na tiskové konferenci ředitel nemocnice Raffles, Dr. Loo Choon Yong.
Obě sestry byly pohřbeny dle ší'itských tradic ve vesnici Lohrasb, odkud pocházeli jejich rodiče, do oddělených hrobek. Svůj majetek odkázaly íránským dětským domovům a zařízením starající se o slepé děti. Krátce po jejich úmrtí byl odvysílán dokumentární film o jejich operaci.